# 거룩한 분노
《거룩한 분노》(Die gottliche Ordnung, The Divine Order)는 스위스에서 제작된 페트라 볼프 감독의 2017년 드라마 영화이다. 마리 루엔베르게르 등이 주연으로 출연하였고 루카스 호비 등이 제작에 참여하였다. 제90회 아카데미상의 외국어(스위스) 영화 작품으로 출품했으나 지명되지는 못했다.

## 출연

### 주연
- 마리 루엔베르게르
- 맥시밀리언 시모니슈에크
- 레이첼 브라운쉬웨이그
- 시빌레 브루너

### 조연
- 마르타 조폴리
- 베티나 스턱키
- 엘라 룸프
- 노에 크레이시
- 핀 슈터
- 소피아 헬린
- 니콜라스 오프자렉

## 기타
- 미술: 수 에르트
- 의상: 린다 하퍼
- 배역: 코리나 글로스
- 배역: 루스 허시펠드